# 인디아 아리
인디아 아리(India.Arie, 1975년 10월 3일 ~ )는 미국의 싱어송라이터이다.